# 涙を流せないピエロは太陽も月もない空を見上げた
『涙を流せないピエロは太陽も月もない空を見上げた』（なみだをながせないピエロはたいようもつきもないそらをみあげた）は、GENERATIONS from EXILE TRIBEの4枚目のオリジナルアルバム。2017年7月5日にrhythm zoneから発売された。

## 概要
- 前作『SPEEDSTER』から約1年4か月ぶりのアルバム。CD+2DVD(初回生産限定盤)、CD+2Blu-ray(初回生産限定盤)、CD+DVD、CD+Blu-ray、CDのみの全5形態でのリリース。CD・DVD・Blu-rayは同じ内容。
- 初回生産限定盤には、82ページのフォトブックとメンバー別ジャケットサイズカードを同梱するほか、「GENERATIONS LIVE TOUR 2016 ”SPEEDSTER”」に収まりきれなかった、ライブ映像（全5篇）と密着ドキュメント映像(約50分)を収録。
- 収録曲「空」は、DEEPが2010年に発表した「SORA〜この声が届くまで〜」をカバーしたもので、メンバーの片寄涼太が出演したドラマおよび映画『兄に愛されすぎて困ってます』の主題歌に起用された[3]。ミュージックビデオはGoogleが発表したYouTube Rewind 2017の「2017年トップトレンド音楽動画（日本）」で32位を記録した[4]。

## 収録曲

### CD
1. 太陽も月も (4:05)
作詞：小竹正人、作曲：HIKARI, Hani, Dejo
  - 14thシングル
2. Togetherness (4:54)
作詞：Masaya Wada、作曲：PIUS, FAST LANE, CHRIS HOPE
  - 14thシングルカップリング曲
3. SOUND OF LOVE (3:54)
作詞：Masaya Wada、作曲：MATS LIE SKARE, CHRIS HOPE, SHIKATA
  - 13thシングルカップリング曲
4. Make You Mine (3:31)
作詞：Masaya Wada、作曲：CHRIS HOPE, ANDREW CHOI, SIMON JANLOV
5. 空 (5:12)
作詞：RYO, Seiji Omote、作曲：Seiji Omote
  - テレビドラマ・映画『兄に愛されすぎて困ってます』主題歌
6. Stupid ～真っ赤なブレスレット～ (3:53)
作詞：小竹正人、作曲：SHIKATA, PIUS, MAXX SONG, CASPER
7. 涙 (4:45)
作詞：小竹正人、作曲：Hitoshi Harukawa
  - 12thシングル
  - GYAO!ドラマ『TOKYO COIN LAUNDRY』挿入歌
8. Pray (5:41)
作詞：Ryota Katayose、作曲：FAST LANE, ERIK LIDBOM
  - GYAO!ドラマ『TOKYO COIN LAUNDRY』主題歌
  - 東京西川「Afit」CMソング
9. PIERROT (4:23)
作詞：小竹正人、作曲：Chris Meyer, Kevin Charge
10. RUN THIS TOWN (4:19)
作詞：P.O.S.、作曲：KENTZ, SHIKATA, CHRIS HOPE, J FAITH
11. be the ONE (4:14)
作詞：Shoko Fujibayashi、作曲：FAST LANE, ERIK LIDBOM
12. NEXT (4:17)
作詞：Ryuto Kazuhara、作曲：HIKARI, SIRIUS, BIG-F
13. Y.M.C.A. -Bonus Track- (5:30)
作詞：Victor Edward Wills, Henri Belolo、作曲：Jacques Morali

### DVD/Blu-ray

#### DISC-1
[Music Video]
1. 涙
2. PIERROT
3. 太陽も月も
4. 空
5. NEXT
6. be the ONE

#### DISC-2(初回生産限定盤)
[Document]
- GENERATIONS LIVE TOUR 2016 “SPEEDSTER” Documentary Final Stretch

[LIVE映像]
- GENERATIONS LIVE TOUR 2016 “SPEEDSTER” Special Selection

1. 涙
2. Vocal Acoustic Medley
3. PERFORMER'S SHOWCASE "The Mad Show"
4. RUN THIS TOWN
5. PIERROT